# 若松歓
若松 歓（わかまつ かん、1965年10月26日 - ）は、日本の作曲家、編曲家。東京都出身。
父は、NHKの番組などで長年数多くの作品の編曲をした作曲家の若松正司。

## 経歴
1965年 東京生まれ。1988年 慶応義塾大学文学部人間関係学科心理学部卒。卒業後一般企業（株式会社明治屋）に就職するが、1993年に退社し作曲家としての活動を始め、1996年からは『ときめき夢サウンド』（NHK総合）で編曲デビュー。2000年 NHK教育TV「歌えリコーダー」の音楽監督。2002年 日韓童謡界初の共同企画CD「Dream Together!」を発表。以降、音楽之友社や教育芸術社などで、小中学生のための合唱曲や教科書の歌を多く手掛けている。また、渡辺かおり童謡CDではスーパーバイザーとして４枚を制作するなど、自身のライフワークでもある童謡の活動を続けている。

## 作品
- いつだって!
- Good-bye また明日ね
- 南風にのって
- 帰り道
- 船で行こう!
- 瞳そらさずに
- 出会い
- 君とみた海
- この地球のどこかで
- 最後のチャイム
- U&I
- ありがとう
- さよならは言わない
- 今日は君のBirthday
- 輝くために
- 少年の日
- 天の川
- 君の笑顔が好きだから
- unlimited
- 最後の一歩　最初の一歩
- いつまでも
- 生きている証
- 友だちだから
- もうすぐ春
- どんな時も
- シンプル・プラン
- ハックルベリーの瞳で
- See You Again
- かけがえのないこと
- 永遠のキャンバス
- 世界をかえるために
- 命あるかぎり
- PRIDE
- ぜんぶ忘れない
- 桜の下で
- かえられないもの
- 大地かけぬけて
- きっと笑顔で
- 奇跡
- ずっと・・・!
- さよなら！夏
- 忘れることなんかできない
- 永遠のマーチ
- 落ちゼミ（歌曲）
- 児童合唱ミュージカル《太陽のうた》
- テイク・オフ‼︎
- ゆうき
- 地球のちから
- あめにうたおう
- 大地のように
- KIZUNA

## CD
- この地球のどこかで　[日本コロムビア COCE-36286]
- 君とみた海　[日本コロムビア COCE-36287]
- See You Again　[日本コロムビア COCE-38092]
- 児童合唱ミュージカル《太陽のうた》[ビクターエンタテインメント NCS-898]
- 地球のちから　[同声合唱／楽譜集　範唱+カラピアノCD付：音楽之友社]
- K&J Kids『DREAM TOGETHER!』 作・編曲・プロデュース　<絶版>
- 稲垣潤一／unlimited（シングルCD  教育芸術社 DCT2320）作・編曲・プロデュース
- 渡辺かおり童謡アルバムvol.1,2,3,4（KWKW企画　ヤマハ銀座店特約）

## テレビ・ラジオ番組（作・編曲）
- ときめき夢サウンド（1995年 - 1998年、NHK総合）（ただ一度だけ　素直になれなくて　The Long And Winding Road　Love Story　カラーに口紅　渚のデート　To Love You More　You've Got A Friend　追憶　For Your Eyes Only　Rose Garden　Homeward Bound　Georgia On My Mind　あなたのとりこ～アイドルをさがせ～シェリーに口づけ　Hot Stuff　テンプテーションズメドレー　I Will Always Love You　Mokin' Bird Hill　Let It Be　Where Have All The Flowers Gone?　We're All Alone　Love Is Blind　Raindrops Keep Fallin' On My Head　It Never Rains In Southern Colifornia　We Are The World　Just Once　Hey Jude　A Whole New World　谷間に３つの鐘がなる　Yesterday　エルヴィスメドレー　ビーチボーイズメドレー　Honesty　Melody Fair　We've Only Just Begun　Tammy　Don't Let Me Down　In My Life　I'll Be There　Winter Wonder Land　Top Of The World　明日に架ける橋　What A Feeling　You Must Love Me　オペラ座の怪人 ）
- 歌えリコーダー（2000年 - 2003年、NHK教育）（魔法のスティック（テーマ曲）　おおブレネリ　口笛ポルカ　OB-la-di,Ob-la-da　ロンドン橋　故郷の空　花　トレロカモミロ　Espana Cani　マンガニ、雨とあがろう　懐かしのわがケンタッキーの家　　ミッキーマウスマーチ　アメリカンパトロール　いろんな木の実　あの青い空のように　ラ・クカラチャ　Sing　紅葉　八木節　Czardas　子守唄（ケーラー）　WAになって踊ろう　Sukiyaki　Silent Night　ひとりぼっちの山羊飼い　ドレミの歌　Believe　コンドルは飛んでゆく　花まつり ）
- それいけ！民謡うた祭り（2001年 - 2003年　NHK総合）（赤とんぼ　たき火　村祭り　ないしょ話　夏は来ぬ　朧月夜　めだかの学校　雨　どじょっこふなっこ　筑波山麓男声合唱団　赤とんぼ　里の秋　ふるさと　春よ来い　浜千鳥　叱られて ）
- みんなの童謡（2002年 - 2013年 、NHK総合）（紅葉　お正月　スキー　どこかで春が　茶摘み　一ねんせいになったら　証誠寺の狸ばやし　浜千鳥　おお牧場はみどり　歌の町　おかあさん　かもめの水兵さん　故郷の空　ないしょ話　ふしぎなポケット　おつかいありさん　アイスクリームの歌　七つの子　ふるさと ）
- おはなしの旅（2003年 - 2013年、NHKラジオ第２放送、NHK-FM放送）（ふしぎな文房具屋　郵便屋さんの話　こわいことを知りたくて旅に出た男　貝の火　うた時計　木の葉の魚　白　のはらうた　ジャックと豆の木　ふうたのゆきまつり　防風林のできごと　ベニスの商人　ごんぎつね　菊花の約束　あらしのよるに　赤い蝶　ひめりんごの木の下で　夜間飛行（前編・後編）　人にはどれだけの土地がいるか　ぞうのたまごのたまごやき　金の魚　サーカスのライオン　スーホの白い馬　むささび星 ）

ほか

## 備考
- NHK全国学校音楽コンクールの問題、いわゆるNコン問題を取り上げることがある[3][4]。